# Sender Moosbrunn
Der Sender Moosbrunn war eine Großsendeanlage der Österreichischen Rundfunksender GmbH (ORS) in unmittelbarer Nachbarschaft zur Ortschaft Moosbrunn in Niederösterreich. Die Sendeanlage gehörte zu den leistungsstärksten Kurzwellensendern in Europa. Der Sendebetrieb begann kurz vor Weihnachten 1959 und wurde Ende 2024 eingestellt. Die zwei Antennenmasten der zuletzt verbliebenen Drehstandantenne wurden am 28. Jänner 2025 gesprengt, andere Antennen wurden bereits im Herbst 2024 abgetragen.

## Geschichte

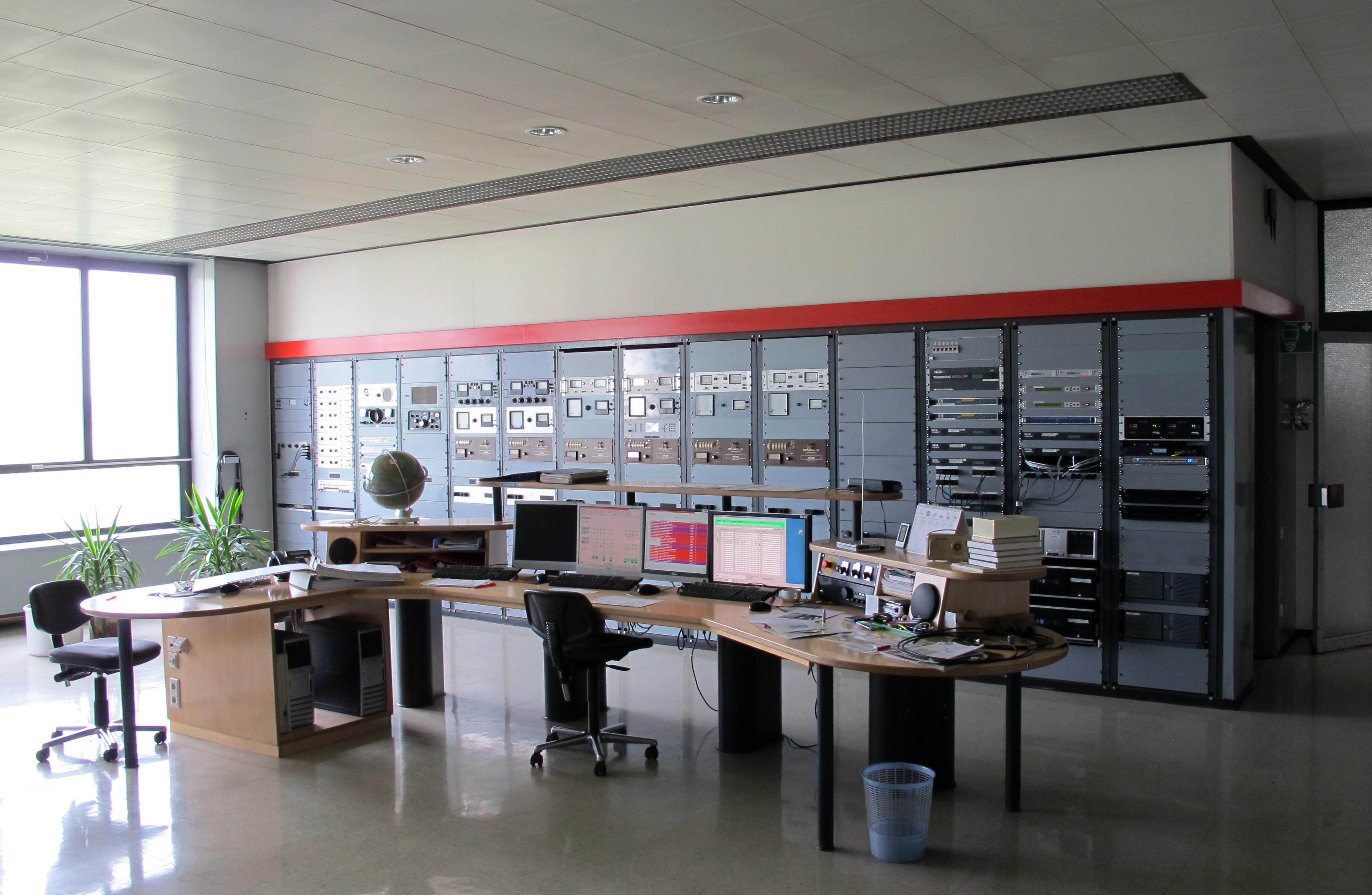
Kontrollraum der Sendeanlage

Ende der 1950er-Jahre kaufte der Österreichische Rundfunk (ORF) in Moosbrunn ein rund 80 Hektar großes Gelände zum Bau einer Kurzwellensendeanlage. Moosbrunn liegt etwa rund 25 km südlich von der ORF-Zentrale in Wien. Das Gelände südlich des Ortes Moosbrunn ist sumpfig mit einer Reihe von Feuchtwiesen. Für die Ausbreitung von Kurzwellensignalen ist dieser Umstand ideal.
Zunächst erfolgte die Verlegung von fünf alten Kleinsendern, über die seit etwa 1950 Kurzwellensendungen ausgestrahlt wurden, vom bisherigen Standort Bisamberg nach Moosbrunn. Die Sender waren zunächst in einer provisorischen Baracke untergebracht, nahmen aber kurz vor Weihnachten 1959 den regulären Programmbetrieb auf.
Ein neu bestellter 100-kW-Sender ging am 4. September 1960 in Betrieb. Zunächst wurde dieser Sender allerdings gedrosselt auf 50 kW betrieben, da die örtliche Stromversorgung noch nicht für höhere Leistungen ausgelegt war. Der neue Sender wurde an einer ebenfalls neu errichteten Reusenantenne für Rundabstrahlung betrieben. Ab 1961 kamen Rhombusantennen für Richtungsabstrahlung mit sieben Abstrahlrichtungen nach Übersee in das Antennen-Repertoire hinzu.
Im Herbst 1964 begannen die Bauarbeiten für ein dauerhaftes Sendergebäude. Nach langfristiger Planung sollte das Gebäude für einen späteren Ausbau der Anlage bis zu zehn Sender fassen können. Die Betriebsaufnahme der ersten beiden Sender von je 100 kW Leistung in diesem Gebäude erfolgte schließlich am 1. Mai 1966. Der 50-kW-Sender aus dem Provisorium übersiedelte ebenfalls in das neue Haus und wurde auf 100 Kilowatt aufgerüstet. Er ging am 5. März 1967 in Betrieb. Zu Jahresbeginn 1969 nahm ein vierter Sender mit 100 kW Leistung den Betrieb auf. Die fünf alten Sender aus dem Provisorium wurden abgebaut.
In den 1980er Jahren erfolgte ein weiterer Ausbau: Drei neue leistungsstarke Antennenanlagen (Drehstandantenne, Doppelwandantenne, Quadrantantenne) sowie der erste 300/500-kW-Sender von Telefunken gingen 1983 in Betrieb. Damit wurden die Empfangsmöglichkeiten von Radio Österreich International erheblich verbessert.
1984 wurde der in Aldrans bei Innsbruck demontierte 10-kW-Sender nach Moosbrunn gebracht und aufgebaut. Ein zweiter 300/500-kW-Sender von AEG-Telefunken vervollständigte im Dezember 1987 die Aufrüstung der Sendeanlage.
Zu Jahresbeginn 1993 wurden die vier alten 100-kW-Sender (von 1966, 1967 und 1969) mit neuen Steuersendern ausgerüstet. Zwei der alten 100-kW-Sender standen jedoch ab diesem Zeitpunkt nur als Ersatz bei Wartungsarbeiten und als Reserve im Störungsfall zur Verfügung. Im September 2000 erfolgte die letzte große Renovierung der Anlage und zwei neue Sender des Herstellers Thomcast gingen in Betrieb. Diese Sender sind mit einer Pulse-Step-Modulation ausgestattet und erlauben digitale Ausstrahlungen in Digital Radio Mondiale (DRM).
Die örtliche „Bürgerliste Moosbrunn“ erwog 2012 eine „Initiative gegen den ORF-Sender“ zu starten.
Im Dezember 2014 gab der Betreiber ORS bekannt, die Sendestation Moosbrunn spätestens 2020 zu schließen. Dazu kam es nicht.
Am 31. Dezember 2022 wurde der 300-kW-Sender letztmals für eine zweistündige Abschiedssendung von „SM-Radio Dessau“ genutzt und nach knapp 40 Jahren endgültig abgeschaltet. Am 19. September 2024 wurden die beiden 60 m hohen Masten mittels Sprengung endgültig abgetragen.
Am 6. Oktober 2024 wurde bezüglich des Jubiläums „100 Jahre Rundfunk in Österreich“ auf der Frequenz 6055 kHz eine Sondersendung mit einer Wiederholung eines Interviews des Kurzwellenspezialisten Wolf Harranth ausgestrahlt.
Ende September 2024 wurde bekannt, dass Adventist World Radio, der Hauptmieter der Sendeanlage, ab 27. Oktober 2024 keine Sendungen mehr auf Kurzwelle ausstrahlen möchte. Die vom HFCC (englisch High Frequency Co-ordination Conference der Internationalen Fernmeldeunion, ITU) herausgegebenen Sendepläne für die Ausstrahlungsperiode B24 (gültig ab 27. Oktober 2024) listeten nur noch Frequenzbuchungen auf den Frequenzen 6070 kHz und 7330 kHz bis einschließlich 31. Dezember 2024. Bereits am 19. Oktober 2024 endete die Nutzung durch den ORF. Zuletzt wurde noch das Ö1 Frühjournal täglich auf der Frequenz 6155 kHz ausgestrahlt.
Die endgültige Abschaltung des Senders erfolgte am 31. Dezember 2024. An diesem Tag liefen zwei Sonderprogramme über den Sender. Von 09:00 bis 12:00 Uhr (UTC) wurde eine vom Club Amateur Radio ORF (CARO) initiierte Sondersendung mit einer Geschichte der Entstehung von Radio Österreich International, ein Kurzwellenpanorama und das zuvor am 6. Oktober 2024 ausgestrahlte Interview mit Wolf Harranth auf 6055 kHz ausgestrahlt. Die letzte Sendung über den Sender Moosbrunn bildete dann eine Ausstrahlung von SM Radio Dessau, die von 12:00 bis 14:00 Uhr (UTC) auf 6070 kHz ausgestrahlt wurde. Die Sendung endete kurz vor 14:00 Uhr (UTC), so dass dann noch das frühere Pausenzeichen von ROI mit dem Donauwalzer einige Male erklang, ehe die Modulation und wenige Sekunden danach der Träger endgültig abgeschaltet wurden.
Die markante Doppelwandantenne wurde im September 2024 mittels zweier gezielter Sprengungen abgebaut.
Am 20. Jänner 2025 teilte die Gemeinde Moosbrunn in einem Schreiben mit, dass die Sendeanlage je nach Witterung – am 23. oder 30. Jänner 2025 gesprengt werden solle. Die Sprengung wurde kurzfristig verschoben, und als neuer Termin der 31. Jänner 2025 festgelegt. Die Sprengung der Drehstandantenne erfolgte am 28. Jänner 2025 heimlich aber nicht lautlos – zum Ärgernis der Anrainer. Die Erschütterungen waren im Umkreis von etwa 15 km noch deutlich hör- und spürbar.
Am 17. und 18. Februar 2025 wurden während der Abrissarbeiten rund um die Drehstandantenne die große Reusenantenne für Rundstrahlung sowie die Quadrantantenne abgetragen. Die drehbare logarithmisch-periodische Antenne wurde am 19. Februar 2025 abgerissen.

## Ehemalige Ausstrahlungen
Nachdem der Österreichische Rundfunk (ORF) 2009 ein straffes Sparprogramm vorlegte, sollten zunächst alle Kurzwellenausstrahlungen gestrichen werden. Tatsächlich wurden 2010 und 2013 einige der Ausstrahlungen beendet und Frequenzen eingestellt, jedoch wurde folgende Frequenz bis einschließlich 19. Oktober 2024 nach wie vor bedient:
- Richtung Europa auf 6155 kHz, morgens in AM (100 kW)

Diese Ausstrahlung war eine Übernahme des Inlandsprogramms „Ö1“, welches bis zum 19. Oktober 2024 von Montag bis Samstag von 7:00 Uhr bis 7:33 Uhr ausgestrahlt wurde. Die restliche Sendezeit wird an verschiedene Programmproduzenten vermietet. Dabei handelte es sich überwiegend um religiöse Programmveranstalter.
Seit dem 2. Mai 2005 wurden Sendungen in DRM ausgestrahlt. Ein Sender mit 50 kW im 31-m-Band in Richtung UK (295°) kam mit Programmen von Fremdanbietern zum Einsatz. Überdies wurde das ORF-Programm abends auf 6155 kHz in Rundstrahlung digital ausgestrahlt. Auch die BBC nutzte diesen Digitalsender.
Seit März 2015 bediente sich der DARC (Deutscher Amateur-Radio-Club) der Kurzwellensendeanlage Moosbrunn, um sonntags von 11:00 bis 12:00 MEZ sein Rundfunkprogramm „Radio DARC“ auf 6070 kHz mit einer effektiven Strahlungsleistung von 100 kW auszusenden. Auch einige Aussendungen von SM Radio Dessau, einem Dessauer Hobby-Radiosender und Radio Joystick liefen über den Sender.
Nach dem Beginn des Überfall Russlands in der Ukraine weitete der ORF seit März 2022 seine Sendungen auf das Ö1 Mittagsjournal (13730 kHz, 12.00 Uhr MEZ, Mo–Sa) und das Ö1 Abendjournal (5940 kHz, 18.00 Uhr MEZ, Mo–Fr und So) aus.
Der Sendebetrieb wurde Ende 2024 eingestellt.

## Sendetechnik

### Moosbrunn I
Der Sender Moosbrunn I besteht aus zwei THOMCAST-TSW2100D-Sendern mit einer Leistung von 100 kW die auch für digitale Rundfunkausstrahlung im Modus Digital Radio Mondiale verwendet werden können und bis auf die Endstufe volltransistoriert sind.

### Moosbrunn II
Moosbrunn II besteht beziehungsweise bestand aus folgenden, älteren Sendeanlagen:
1. Vier 100-kW-Sender vom Typ AEG-Telefunken SV2375 (Baujahr 1960/1966/1968, alle mittlerweile demontiert)
2. Zwei 300/500-kW-Sender vom Typ AEG-Telefunken S4005, wie in nebenstehender Abbildung. Baujahr 1983 bzw. 1987, war bis Ende 2022 in Betrieb.
3. Ein 10-kW-Sender vom Typ Continental 416D (bis 1984 beim Sender Aldrans im Einsatz, Baujahr 1975, nicht mehr betriebsbereit)

Sendetechnik
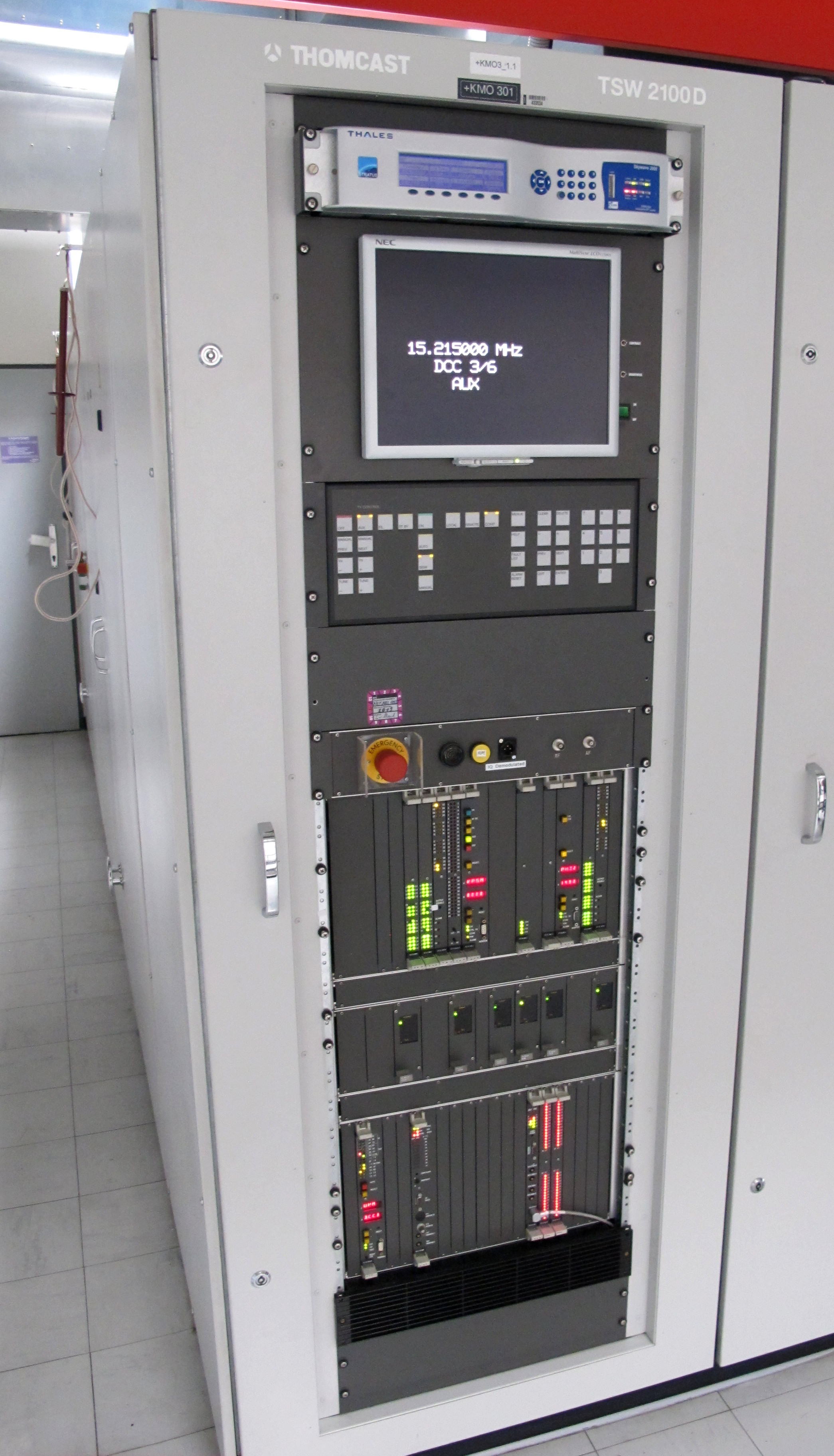
TSW2100D-Senderack, Moosbrunn I
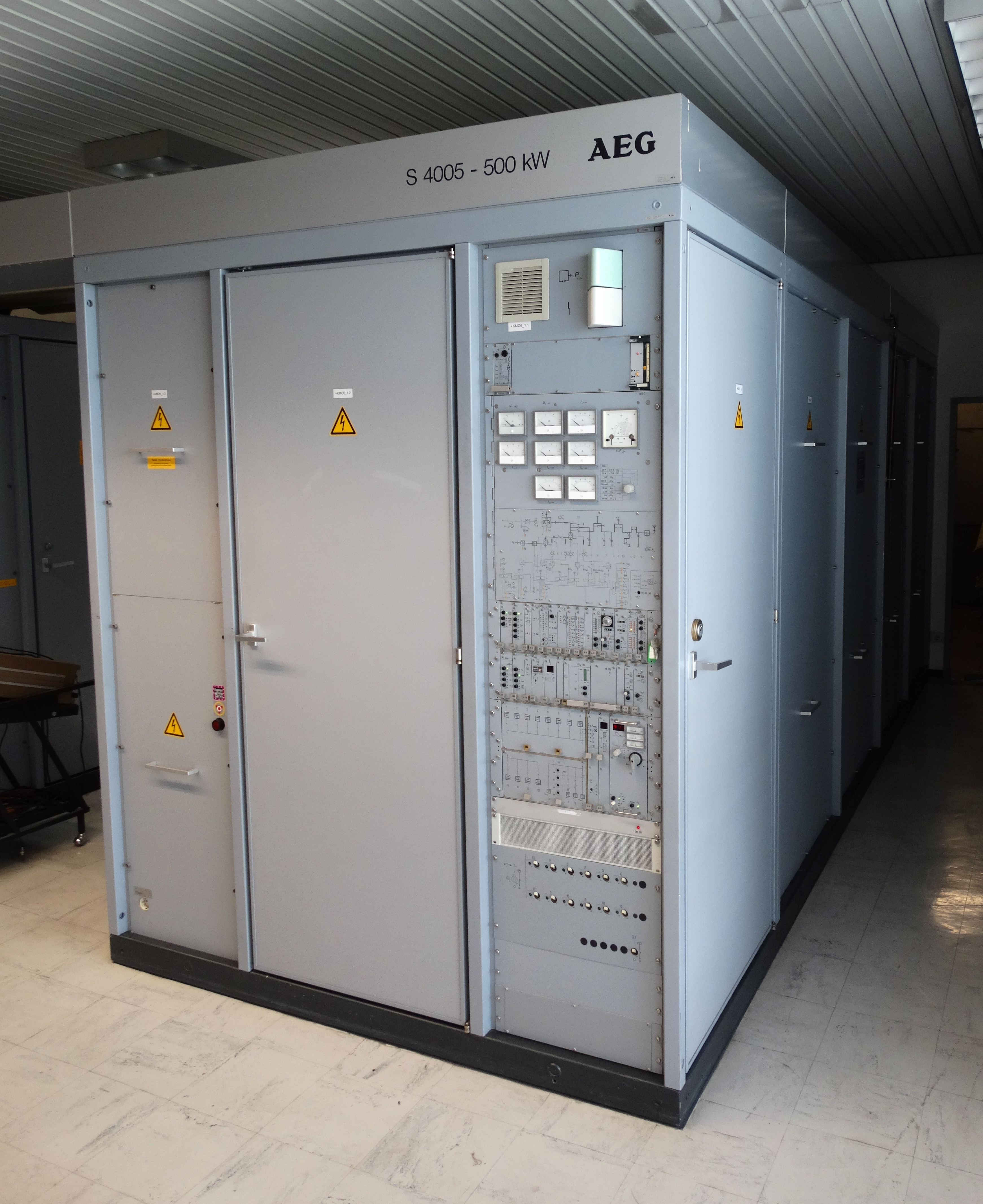
Telefunken/AEG Kurzwellensender S4005, Moosbrunn II

## Antennen

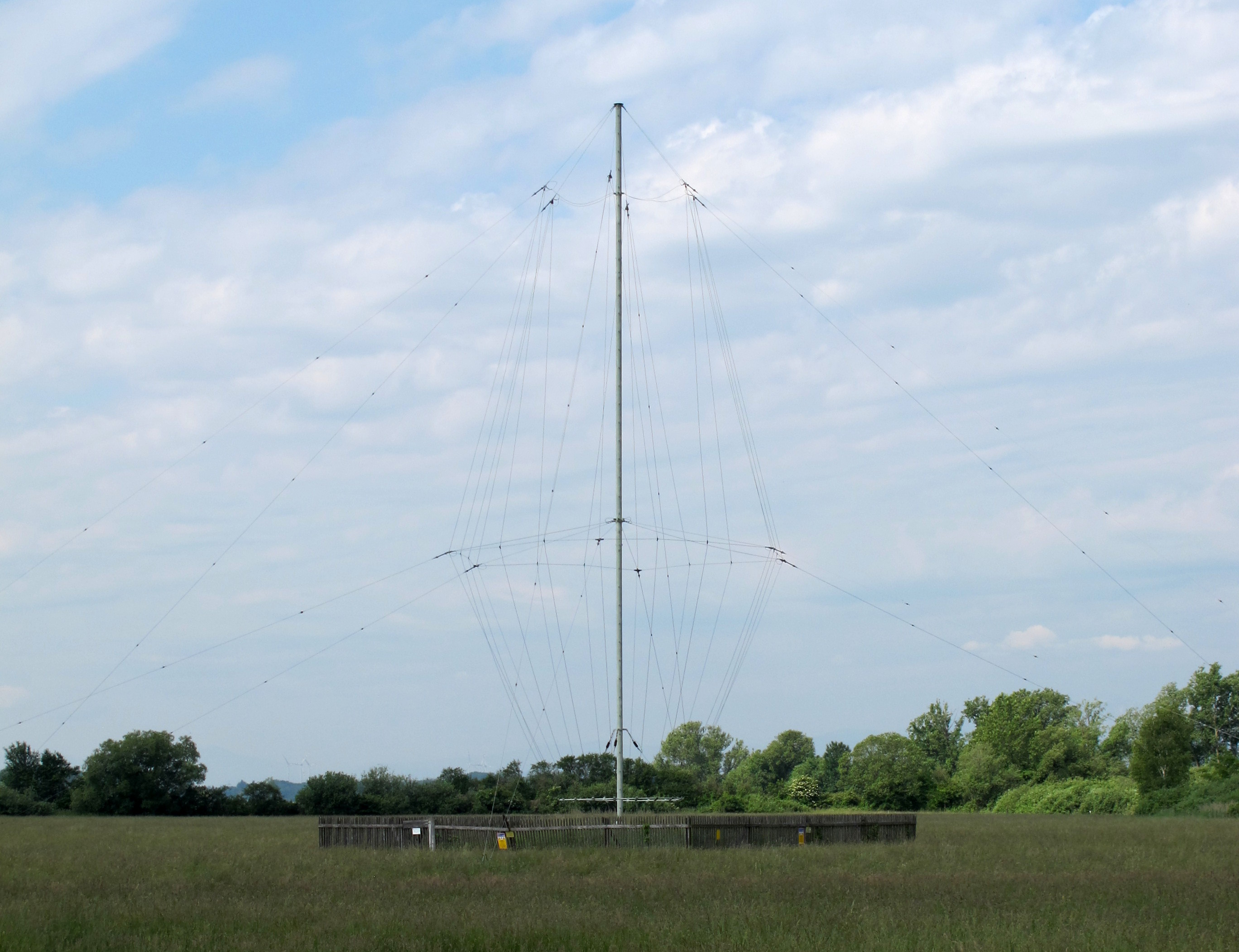
Große Reusenantenne für Rundstrahlung

Den flächenmäßigen größten Teil am Areal nehmen verschiedene Sendeantennen unterschiedlichen Typs ein. Je nach Sendefrequenz, gewünschter Ausbreitungsrichtung, Leistung und Abstrahlcharakteristik werden die Antennen mit den jeweiligen Sendeendstufen über Antennenumschalter verbunden. Die Umschaltungen können per Hand oder üblicherweise automatisch im Rahmen der Programmsteuerung erfolgen.
Die Antennenanlage umfasst mit Stand 2006 folgende Antennen:
1. Kleine Reusenantenne für Rundstrahlung (2011 abgebaut)
2. Große Reusenantenne für Rundstrahlung (02/2025 abgerissen)
3. Drehbare logarithmisch-periodische Antenne (02/2025 abgerissen)
4. Quadrantantenne (2 Systeme für 49 m und 41/31 m)(02/2025 abgerissen)
5. Doppelwandantenne 85° und 265° (09/2024 abgerissen)
6. Drehstandantenne (01/2025 abgerissen)
7. Vier Rhombusantennen für Richtstrahlung nach 56°, 90°, 123°, 175°, 236°, 270° und 303°

Die vier Rhombusantennen wurden Ende 2008 wegen der Kürzung des Programms seitens des ORF überflüssig und wurden abgebaut. Im Folgenden sind einige der Antennen näher beschrieben.

### Rhombusantenne
Die 2011 demontierten vier Rhombusantennen wurden bereits zu Anfangszeiten der Sendeanlage aufgebaut und waren für das 31- bis hin zum 13-m-Band geeignet. Diese zu dieser Zeit am häufigsten verwendete Antennenform stellte eine kostengünstige Methode dar, mit hohen Sendeleistungen und hoher Richtwirkung zu senden. Die eigentlichen, rund 260 m langen Antennendrähte waren an abgespannten Stahlfachwerkmasten befestigt. Pro Antennenanlage waren zwei unterschiedliche Richtstrahlungen möglich.

### Drehbare logarithmisch-periodische Antenne

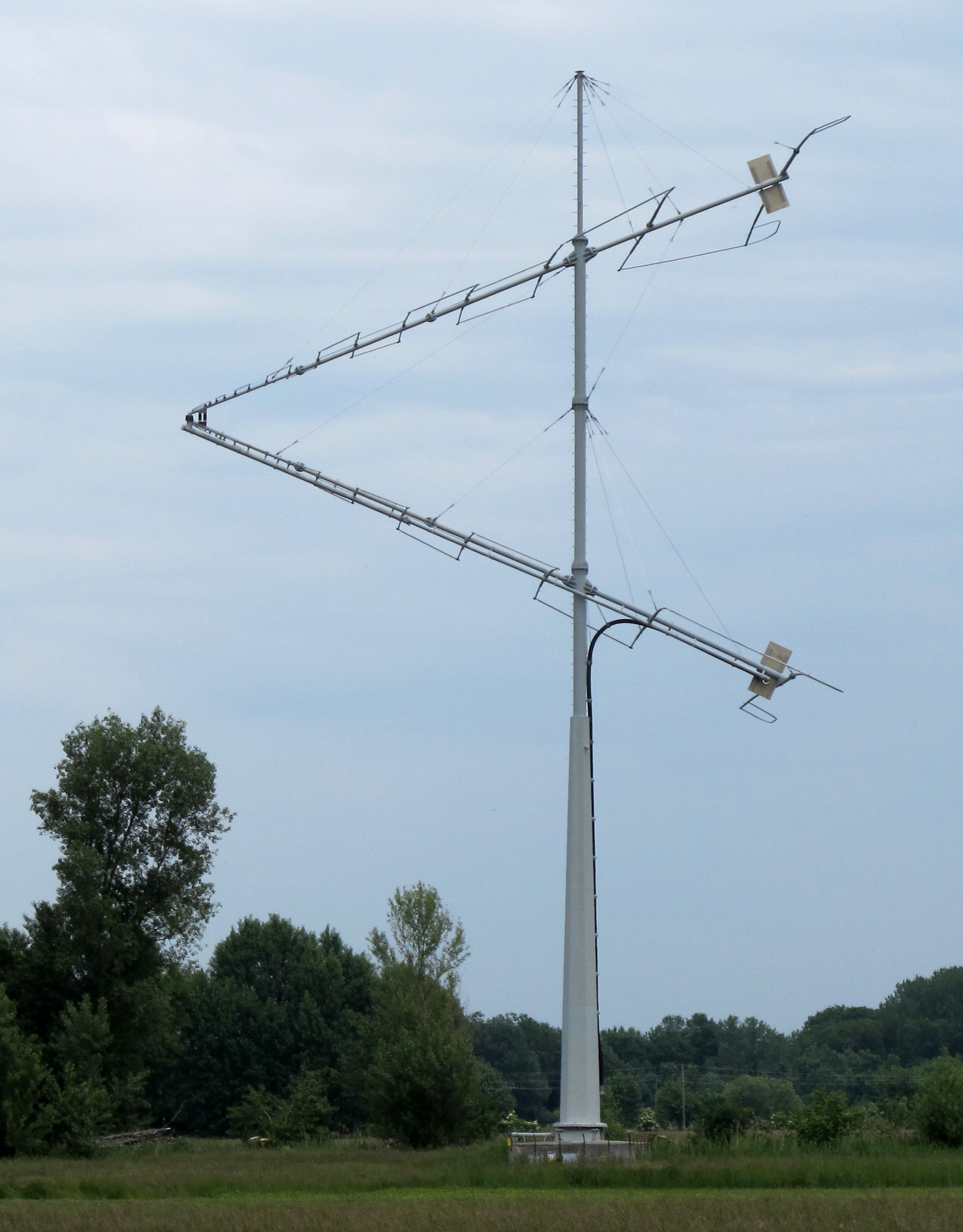
Drehbare logarithmisch-periodische Antenne

Die logarithmisch-periodische Antenne ist auf einem um 360° drehbaren Stahlmast montiert, Hersteller war die Firma Rohde & Schwarz. Die Antennen ist auf eine maximale Sendeleistung von 100 kW ausgelegt und kann die Wellenlängen von 13 m bis 49 m durchgehend bedienen. Wegen der etwas steileren Abstrahlcharakteristik wird sie zur Ausstrahlung in die Regionen Osteuropa, Nahost, Nordafrika und den Osten von Nordamerika verwendet. Die Antenne wurde am 19. Februar 2025 abgetragen.

### Quadrantantenne

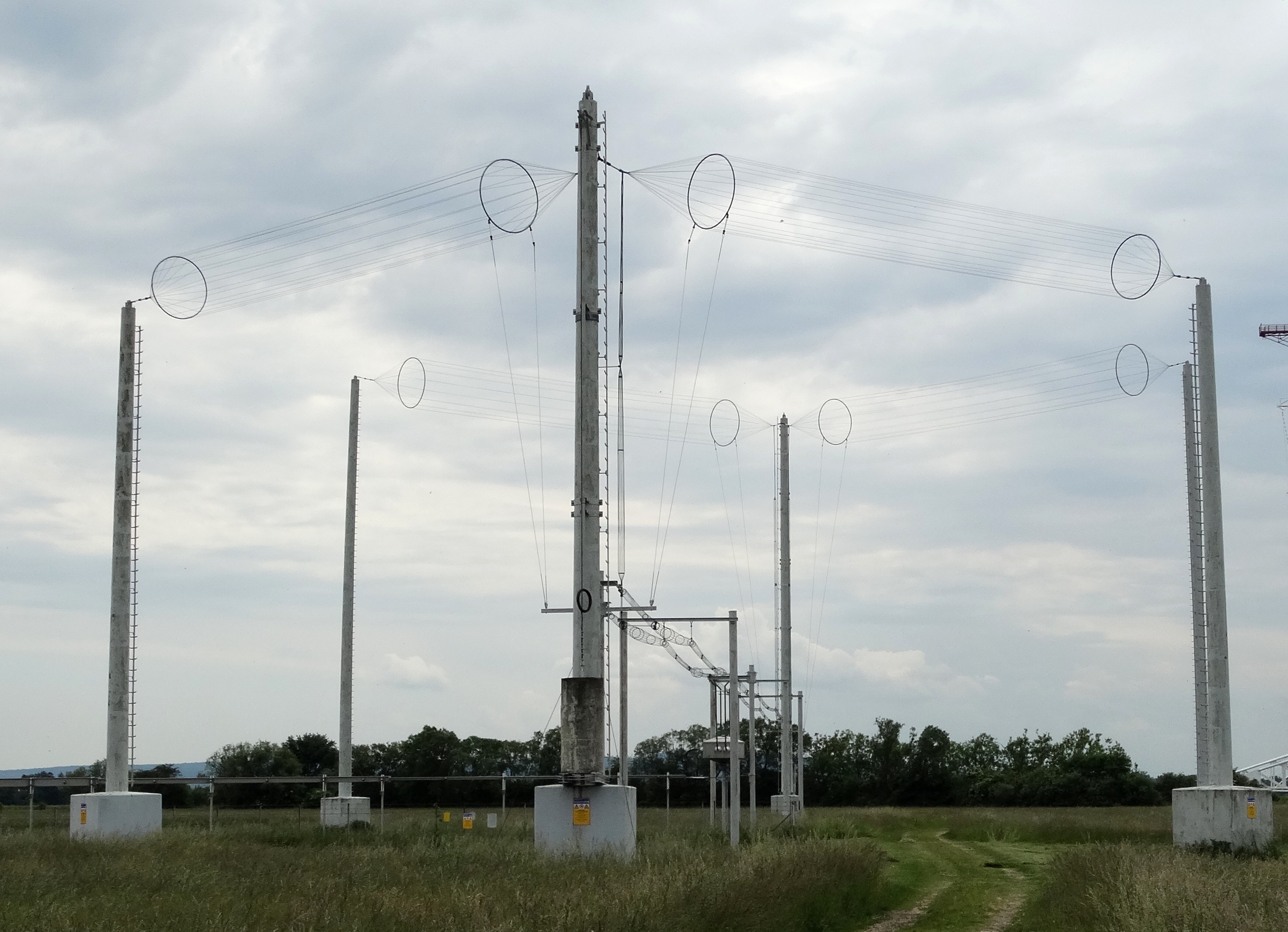
Zwei Quadrantantennen, in der Mitte der Antennenumschalter

Die Sendeanlage besteht aus zwei Quadrantantennen welche jeweils eine fast gleichmäßige Rundstrahlung ermöglichen. Die beiden Antennen sind für unterschiedliche Wellenlängen mit 49 m beziehungsweise 41/31 m und für eine maximale Sendeleistung von 300 kW ausgelegt. Die Antenne wurde am 18. Februar 2025 abgetragen.

### Doppelwandantenne

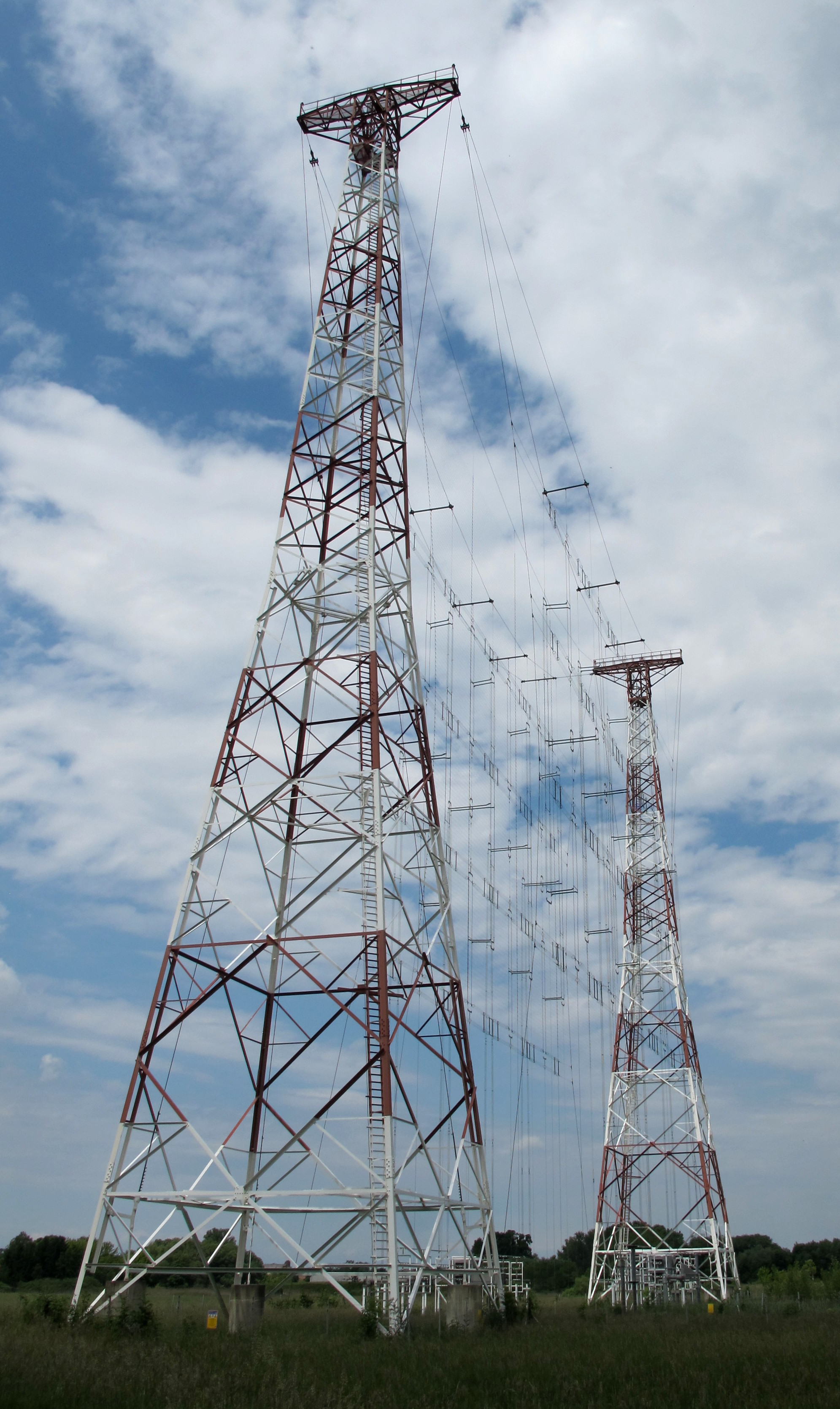
Doppelwandantenne (2024 abgerissen)

Die Doppelwandantenne, eine Bauform der Vorhangantenne, bestand aus zwei je 60 m hohen Stahlmasten zwischen denen ein 72,5 m langes Reflektornetz aufgespannt war. Auf beiden Seiten des Reflektornetzes war ein gleichartiges Antennenfeld bestehend aus jeweils 4 × 4 Halbwellen-Faltdipolen aufgespannt. Die Senderichtung konnte wahlweise mit 85° oder 265° erfolgen, die Antenne war auf maximal 300 kW ausgelegt. Die Doppelwandantenne konnte im 25-, 19-, 16- und dem 13-m-Band eingesetzt werden. Die Doppelwandantenne wurde am 19. September 2024 durch zwei separate Sprengungen abgerissen.

### Drehstandantenne

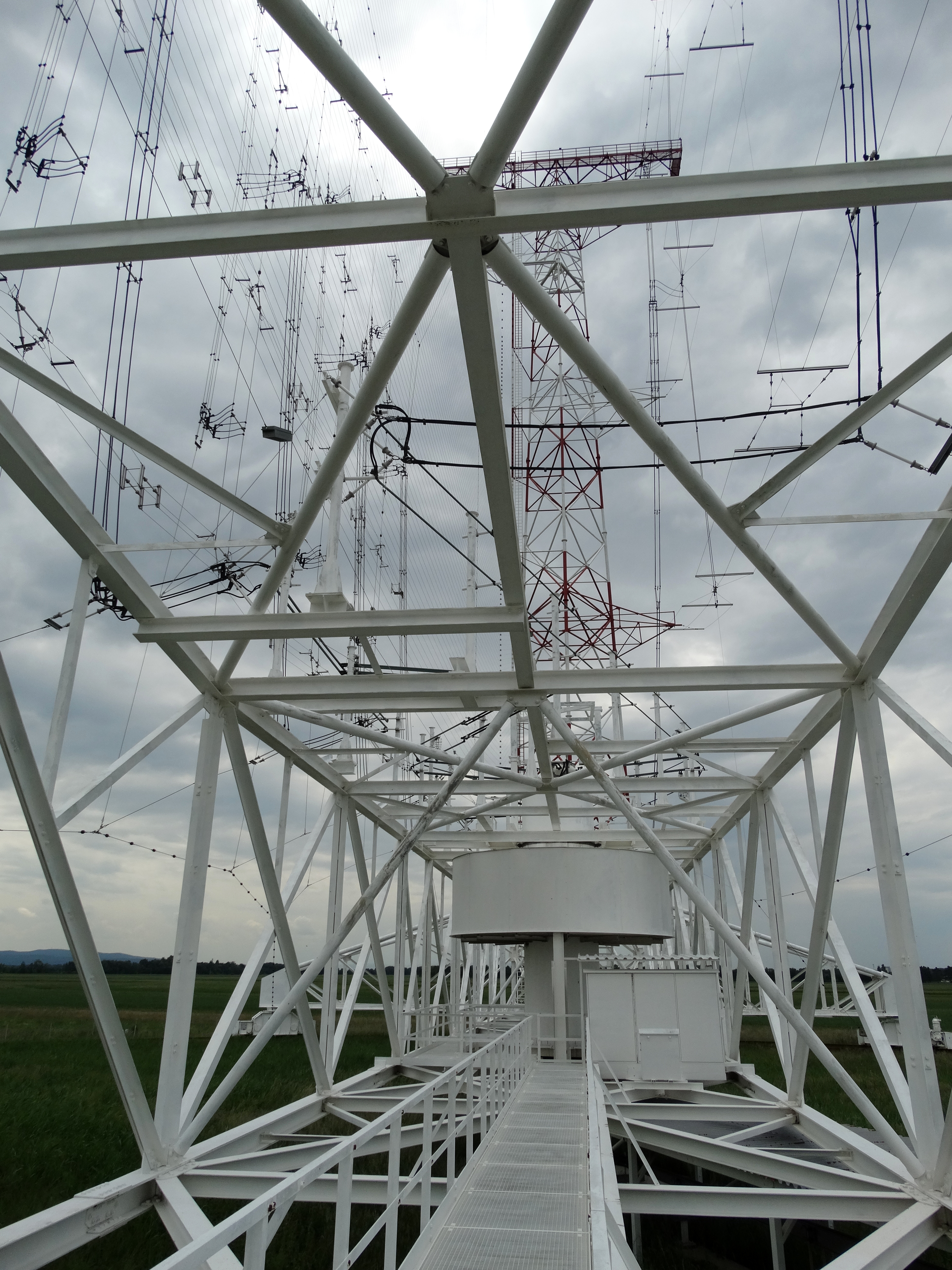
Im Tragwerk der Drehstandantenne. In Bildmitte der zentrale Lagerpunkt

Die Drehstandantenne war eine drehbar gelagerte Doppelwandantenne mit zwei 76 m hohen Masten, Reflektornetz und auf einer Seite angebrachten 4 × 4 Halbwellen-Faltdipolen, auf der anderen Seite ein 3 × 2 Halbwellen-Faltdipolfeld. Der Durchmesser des Schienenkreises betrug 85 m, die gesamte Antenne war 320 Tonnen schwer. Für einen vollen Umlauf um 360° wurden etwa 8 min benötigt.
Die Drehstandantenne konnte auf einer Seite für die Wellenlängen 49 m, 41 m und 31 m benutzt werden. Auf der anderen Seite des Reflektornetzes waren die Wellenlängen 25 m, 19 m, 16 m und 13 m verfügbar. Die maximale Sendeleistung betrug 500 kW.
Der Abbruch der Antenne erfolgte am 28. Jänner 2025 mittels Sprengung und wurde anschließend mittels Baumaschinen abgetragen.